# Царство Симеона Уроша
Царство Симеона Уроша је била средњовековна српско-грчка држава која ја настала поделом Српског царства непосредно након смрти цара Стефана Душана (1355), када је његов млађи брат, деспот Симеон Урош, дотадашњи намесник југозападних области Српског царства, иступио као претендент на царску власт наспрам легитимног цара Стефана Уроша V, што је током наредних година довело до трајне поделе и стварања посебног српско-грчког царства са седиштем у граду Трикали у Тесалији.

## Историја
Цара Душана је на српском престолу 1355. године наследио син Урош. У време Урошеве владавине, Душанов полубрат Симеон Урош се проглашава за цара у Костуру. Симеон Урош је освојио Епир и Тесалију и образовао нову државу — посебно царство, као и нову грану династије. 1359. године, ова држава је обухватала Тесалију и Епир. Пре битке на Марици (1371), обухватала је Тесалију, Епир и територију данашње Албаније.
Симеоново царство је надживело Урошево, које престаје да постоји 1371. године. Симеона је на престолу, након смрти (1371) наследио син Јован Урош, који је, након кратке владавине, абдицирао и повукао се у монашки живот. Њему је, током владавине, било потчињено неколико деспотовина и неколико деспота, али му се царевина потом распала на многе мање државице. Иако је ова држава настала од територија које су раније биле у саставу Српског царства и имала владара српског порекла, као и српску аристократију, била је лоцирана на претежно грчким етничким територијама и имала је претежно грчки карактер. Након завршетка владавине Јована Уроша, у Тесалији је успостављена Грчко-српска кнежевина, којом су владали Алексије и Манојло Филантропен, по народности Грци.

## Називи државе
За ову државу се у литератури употребљавају различити називи: Царство Симеона-Синише, Царство Симеона Палеолога, Симеоново царство, Држава Симеона Уроша Палеолога, Синишина држава, итд.

## Титуле владара
Симеон Урош се прогласио за цара и самодршца и титулисао „царем Ромеја (Грка) и Србије“, „царем Ромеја и Срба“ или „царем Ромеја и Срба и све Албаније“. Симеонов син Јован Урош је такође носио титулу „цара Грка и Срба“.

## Владари
- Симеон Урош (1359—1371), цар
- Јован Урош (1371—1373), цар

- Симеон Урош на фресци у манастиру Дечани
- Преподобни Јоасаф (цар Јован Урош), десно на фресци